# Султанчифтлиги (квартал в Султангази)
„Султанчифтлиги“ (на турски: Sultançiftliği) е квартал на Истанбул, разположен в градска околия Султангази. Общата му площ е 0,62 км2. Според данни на Адресната система за регистриране на населението (ABPRS) към 2024 г. населението на „Султанчифтлиги“ е 37 567 жители.